# José María Galán
José María Galán Rodríguez (1904-1978) foi um oficial militar Espanhol na Guerra Civil Espanhola. Ele era o irmão de Fermín Galán, líder da Revolta de Jaca, e de Francisco Galán. Antes da guerra ele era um tenente dos Carabineros.

## Biografia
José María Galán permaneceu fiel ao governo Espanhol durante o golpe de Julho de 1936 que desencadeou a Guerra Civil. Em Julho de 1936, ele liderou uma coluna de milícias na 
frente de Somosierra. Em Outubro de 1936, ele liderou a 3ª Brigada Mista, uma das primeiras destas unidades a serem estabelecidas. Mais tarde, ele participou da Segunda Batalha da Estrada da Corunha. Em Junho de 1937 ele liderou a 34ª Divisão na Ofensiva de Segóvia. Em 1938, ele liderou o XXIII Corpo do Exército na Andaluzia.
Depois da guerra, ele fugiu para a URSS e depois exilou-se para Cuba. Ele morreu lá em 1978.